# Brinell-keménység

Brinell-keménység mérése

A Brinell-keménység méri a szilárd testek ellenállását egy acélgolyó bemélyedésekor, amit egy megadott erővel préselünk a vizsgálandó fém felületére. Az eljárást a svéd Johan August Brinell mérnök vezette be 1900-ban, az acél hőkezelésén dolgozva, és mint szabvány 1924-ben jelent meg.

## Az eljárás
Az eredeti szabvány szerint egy 10 mm átmérőjű edzett acél golyót 3000 kilogrammsúly, vagyis 29 kilonewton erővel préselnek a tárgy felületére, majd megmérik a tárgy felületén hagyott bemélyedés átmérőjét. A kapott eredménnyel kiszámítják a Brinell-keménységet:
{\displaystyle {\mbox{BHN}}={\frac {2F}{\pi D({D-{\sqrt {D^{2}-d^{2}}})}}}}
ahol: 
- BHN Brinell-keménység, az angol Brinell Hardness Number rövidítése
- F a golyóra ható erő kilogrammsúlyban
- D a golyó átmérője milliméterben
- d a golyó által hagyott nyom átmérője milliméterben

A kapott érték dimenziója nyomás (erő osztva felszínnel), amelynek a mértékegysége Pascal. Az erő ebben az esetben az, amivel a golyót préseljük (kilogrammsúly), a felület pedig az érintkezési felület a golyó bemélyedése után (mm²), így a mértékegység kgf/mm². A kémiai elemek oldalain, a táblázatban a Brinell-keménység megapascalban (MPa) van megadva (az erő newtonban, a felszín négyzetméterben kifejezve).

## Jelölés
A BHN jelölés (rövidebben HB) a fent leírt körülményekre (golyó típusa, átmérője, erő nagysága) érvényes. Eredetileg az acéltípusok meghatározására volt bevezetve, de később különböző anyagoknak is mérték a Brinell-keménységét (keményebbeknek is, de sokkal puhábbaknak is). A nagyon kemény anyagoknál az edzett acél golyó helyett volfrámkarbid golyót használnak. A puhább anyagoknál az erő kisebb a standard 3000 kilogrammsúlynál. Ezért kiegészített jelöléssel találkozhatunk:
- HB – standard körülmények
- HBS – az S az angol steel (acél) rövidítése – edzett acél golyót használtak
- HBS10/100 – 10 a golyó átmérője, milliméterben; 100 az erő kilogrammsúlyban
- HBW10/3000 -W a golyó volfrám-karbid, 10 mm átmérőjű és 3000 kilogrammsúly az erő

## Példák
| Anyag               | Brinell-keménység   |
| ------------------- | ------------------- |
| Puhafa (fenyő)      | 1,6 HBS10/100       |
| Keményfa            | 2,6 – 7,0 HBS10/100 |
| Alumínium           | 15 HB               |
| Réz                 | 35 HB               |
| Lágyacél            | 120 HB              |
| Rozsdamentes acél   | 250 HB              |
| Üveg                | 550 HB              |
| Edzett szerszámacél | 650–700 HB          |
| Volfrám             | 2570 HB             |

## Szabványok
- EN ISO 6506-1
- EN ISO 6506-2
- EN ISO 6506-3
- ASTM E10

## Fordítás
- Ez a szócikk részben vagy egészben  a   Brinell scale című angol Wikipédia-szócikk fordításán alapul.  Az eredeti cikk szerkesztőit annak laptörténete sorolja fel. Ez a jelzés csupán a megfogalmazás eredetét és a szerzői jogokat jelzi, nem szolgál a cikkben szereplő információk forrásmegjelöléseként.
- Ez a szócikk részben vagy egészben  a   Dureté Brinell című francia Wikipédia-szócikk fordításán alapul.  Az eredeti cikk szerkesztőit annak laptörténete sorolja fel. Ez a jelzés csupán a megfogalmazás eredetét és a szerzői jogokat jelzi, nem szolgál a cikkben szereplő információk forrásmegjelöléseként.